# Отхара
Отха́ра (абх. Уаҭҳара; груз. ოთხარა), также Откха́ра — село в Абхазии, в Гудаутском районе частично признанной Республики Абхазия, согласно административному делению Грузии — в Гудаутском муниципалитете Абхазской Автономной Республики. Расположено к северо-западу от райцентра Гудаута в равнинно-предгорной полосе у подножья Бзыбского хребта.
В административном отношении село является административным центром Отхарской сельской администрации (абх. Уаҭҳара ақыҭа ахадара), в прошлом Отхарского сельсовета.

## Географическое положение
Расположено к северо-западу от райцентра Гудаута в равнинно-предгорной полосе у подножья Бзыбского хребта.
Село (администрация) Отхара исторически включает 5 посёлков (абх. аҳабла):
- Батша
- Куанапа
- Жабна
- Дзагрипш
- Мамыджирхуа

На севере границей Отхары служит Бзыбский хребет, 
на востоке Отхара граничит с селом Хуап, 
на юге — с сёлами Мгудзырхуа и Бармыш, 
на западе — с Бармышем.

## Население
По данным переписи 1959 года в селе Отхара жило 463 человека, в основном абхазы (в Отхарском сельсовете в целом — 2362 человека, также в основном абхазы). По данным переписи 1989 года население Отхарского сельсовета составило 2059 человек, в том числе села Отхара —  446 человек., в основном абхазы, а также сваны По данным переписи 2011 года численность населения сельского поселения (сельской администрации) Отхара составила 1586 жителей, из них 98,4 % — абхазы (1560 человек), 0,8 % — русские (13 человек), 0,2 % — грузины (3 человека), 0,1 % — армяне (1 человек), 0,1 % — украинцы (1 человек), 0,1 % — греки (1 человек), 0,4 % — другие (7 человек).
По данным переписи населения 1886 года в селении Отхара проживало православных христиан — 1029 чел., мусульман-суннитов — 57 чел. По сословному делению в Отхаре имелось 21 князь, 28 дворян, 7 представителей православного духовенства и 1028 крестьян. Представителей «городских» сословий в селе не проживало.
В сталинский период в Отхару переселяют сванских крестьян из Местийского района Грузии. Большинство из них осело в посёлках Жабна, Мамыджирхуа и Дзагрипш. В отличие от большинства грузин Абхазии, отхарские сваны в совершенстве освоили абхазский язык. Во время грузино-абхазской войны сваны покинули село.
| Год переписи | Число жителей | Этнический состав                                                                        |
| ------------ | ------------- | ---------------------------------------------------------------------------------------- |
| 1886         | 1.086         | абхазы 99,4 %; грузины 0,6 %                                                             |
| 1926         | 1.561         | абхазы 97 %; русские 1,1 %; грузины 0,9 %                                                |
| 1959         | 2.362         | абхазы, сваны (нет точных данных)                                                        |
| 1989         | 2.059         | абхазы (нет точных данных), сваны 55 % в пос. Жабна, 36 % — Мамыджирхуа, 28 % — Дзагрипш |
| 2011         | 2.059         | абхазы (98,4 %), русские (0,8 %)                                                         |

## Экономика
Близ Отхара на берегу Чёрной реки действует знаменитое форелевое хозяйство. В своё время хозяйство обеспечивало свежей форелью все Черноморское побережье Советского Союза. На сегодняшний день работает в 5 % своей мощности.

## Известные уроженцы и жители
- Александра Константиновна Нозадзе (1913—1941) — советский офицер, участница Великой Отечественной войны, политрук 3-й пулемётной роты 1151-го стрелкового полка 343-й стрелковой дивизии 56-й армии. 21 ноября 1941 года в ходе Ростовской операции передовой отряд дивизии захватил плацдарм в станице Нижне-Гниловской (ныне в черте Железнодорожного района Ростова-на-Дону). Когда командир был убит, а она сама — ранена, не покинула поле боя и вела бойцов в атаку. Погибла в ходе штурма станиц.
- Вячеслав Максимович Айба (1948—2014) — первый профессиональный абхазский хоровой дирижер, один из основоположников абхазского оперно-симфонического дирижирования. Заслуженный деятель искусств Абхазской АССР (1983).
- Чакмач-ипа Вилли Ерифович (1947—2013) — народный артист Республики Абхазия. В 1977 году начал работать солистом в Государственном заслуженном ансамбле народной песни и танца Абхазии и солистом в Абхазской государственной филармонии им. Р. Д. Гумба. За время работы в Госансамбле объездил более 30 стран мира, был солистом Государственной хоровой капеллы Абхазии. В 2000 году Чакмач-ипа создал мужской фольклорный хор «Чегем» и руководил им до конца жизни. В репертуаре ансамбля — произведения абхазских, русских и западноевропейских композиторов, а также собственные сочинения.